# 1798 год в литературе

## Книги
- «Герман и Доротея» (нем. Hermann und Dorothea) — поэма Гёте.
- «Освобождённая Москва» — трагедия Михаила Матвеевича Хераскова.
- «Памятник из законов, руководствующий к познанию приказного обряда, собранный по азбучному порядку».
- В Петербурге изданы первые 3 части поэмы «Энеида» Ивана Котляревского.

## Родились
- 14 января — Исаак да Коста, нидерландский богослов, писатель и поэт[1].
- 17 февраля — Огюст Конт (фр. Auguste Comte), французский философ и социолог.
- 19 апреля — Андреа Маффеи, итальянский поэт и либреттист (ум. 1885)
- 29 июня — Джакомо Леопарди (итал. Giacomo Leopardi), итальянский поэт.

## Умерли
- 13 февраля — Вильгельм Генрих Ваккенродер (нем. Wilhelm Heinrich Wackenroder), немецкий писатель.
- 11 апреля — Карл Вильгельм Рамлер (нем. Karl Wilhelm Ramler), немецкий поэт-классицист.
- 4 июня — Джакомо Казанова (итал. Giacomo Casanova), итальянский авантюрист, писатель, переводчик и библиотекарь.
- 11 ноября — Фридрих Карл фон Мозер (нем. Friedrich Karl von Moser), немецкий писатель, публицист.